# جيمس ماتولا
جيمس ماتولا (بالإنجليزية: James Matola)‏ هو لاعب كرة قدم زيمبابوي في مركز الدفاع، ولد في 31 مايو 1977 في هراري في زيمبابوي. شارك مع منتخب زيمبابوي لكرة القدم. أما مع النوادي، فقد لعب مع سوبر سبورت يونايتد ونادي ديناموز.

## وصلات خارجية
- جيمس ماتولا على موقع قاعدة بيانات كرة القدم.إي يو (الإنجليزية)
- جيمس ماتولا على موقع ناشيونال فوتبول تيمز (الإنجليزية)
- جيمس ماتولا على موقع Soccerway.com (الإنجليزية)